# 下総台地
下総台地（しもうさだいち）は、旧下総国の台地を指す。現在の千葉県北部一帯、および埼玉県東端の台地（江戸川開削によって切り離された）に跨がる。北総台地とも呼ばれる。場合により旧上総国の台地部分を含むこともある。

## 概要
千葉県北東部の成田市や香取市を中心とする台地、千葉県北西部の野田市など江戸川沿いから船橋市にかけての台地、埼玉県東端の幸手市、北葛飾郡杉戸町及び春日部市など江戸川沿いの台地に大別され、香取市や香取郡東庄町などの利根川沿いでは50メートルを越える所もあるが、標高は概ね20 - 40メートルであり、なだらかな起伏が続く台地である。
第四紀の下総層群の上に関東ローム層が堆積したなだらかで安定した地層であり、南側の上総層群が露出している房総丘陵とは地質的に異なっている。旧上総国である市原市や木更津市などの台地の部分も含めて下総台地と呼ばれることもあり、また両総台地と呼ばれることもあるが一般的ではなく、利根川を挟んで北側にある常陸台地と併せて常総台地と呼ぶことの方が多い。

## 歴史
房総では、水に恵まれない丘陵や台地などを中心に、牛や馬の放牧地である牧が発達し、下総台地にも多くの牧があった。なお、牧は丘陵や台地ばかりではなく低地にも存在し、奈良時代には現在の茂原市付近にあった牧を開発し藻原荘が成立している。

### 牧の歴史と開発

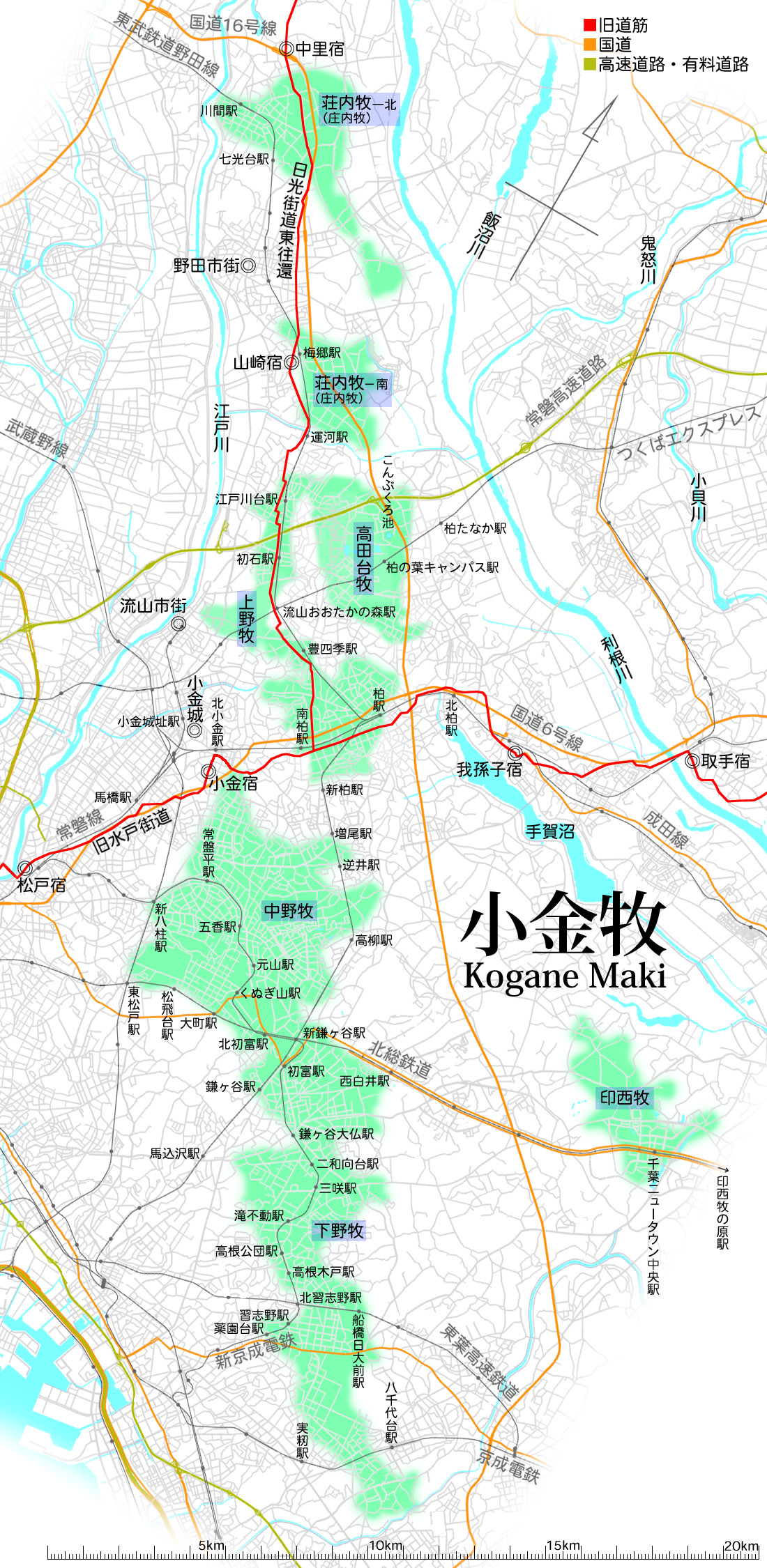
小金牧の全体地図

下総台地のある房総の地には古代から近世まで牧の歴史があった。『延喜式』には、7馬牧と2牛牧が記され、鎌倉時代から戦国時代は、軍馬供給の馬牧を背景に千葉氏一族が房総の地を支配した。これらの牧は徳川家康の関東入国以降整備され、江戸幕府は小金五牧・佐倉七牧と嶺岡岡五牧を支配下に置いた。
明治維新後、新政府は失業状態に陥った旧幕臣などの窮民の授産事業として、下総台地の小金牧と佐倉牧の開墾を計画した。開墾は開墾局と三井八郎右衛門高福を総頭取とした開墾会社（現在の三井物産）によって行われ、1869年（明治2年）10月に入植者を募集し同月中から入植を開始した。
開墾地は「東京新田」とも呼ばれ、入植順に、小金牧には、初富・二和・三咲・豊四季・五香・六実、佐倉牧には、七栄・八街・九美上・十倉までの新村名がつけられ、その後十余一・十余二・十余三が加えられた。しかし牧跡の原野は予想以上に厳しく、農業に不慣れな東京窮民による開墾は難行を極め、1869年（明治5年）に開墾会社は解散し、開墾会社と農民との間に土地をめぐる深刻な裁判闘争が起こった。
また、小金牧の跡地は陸軍の演習場となり「習志野原」と命名され軍施設が立地し、佐倉牧の一部は御料牧場（三里塚）として開発された。
小金牧・佐倉牧の開墾地
| 開墾地 | 読み     | 牧名     | 現在の市町村   |
| ------ | -------- | -------- | -------------- |
| 初富   | はつとみ | 中野牧   | 鎌ケ谷市       |
| 二和   | ふたわ   | 下野牧   | 船橋市         |
| 三咲   | みさき   | 下野牧   | 船橋市         |
| 豊四季 | とよしき | 上野牧   | 柏市           |
| 五香   | ごこう   | 中野牧   | 松戸市         |
| 六実   | むつみ   | 中野牧   | 松戸市         |
| 七栄   | ななえ   | 内野牧   | 富里市         |
| 八街   | やちまた | 柳沢牧   | 八街市         |
| 九美上 | くみあげ | 油田牧   | 香取市         |
| 十倉   | とくら   | 高野牧   | 富里市         |
| 十余一 | とよいち | 印西牧   | 白井市         |
| 十余二 | とよふた | 高田台牧 | 柏市           |
| 十余三 | とよみ   | 矢作牧   | 成田市・多古町 |

## 現在の下総台地

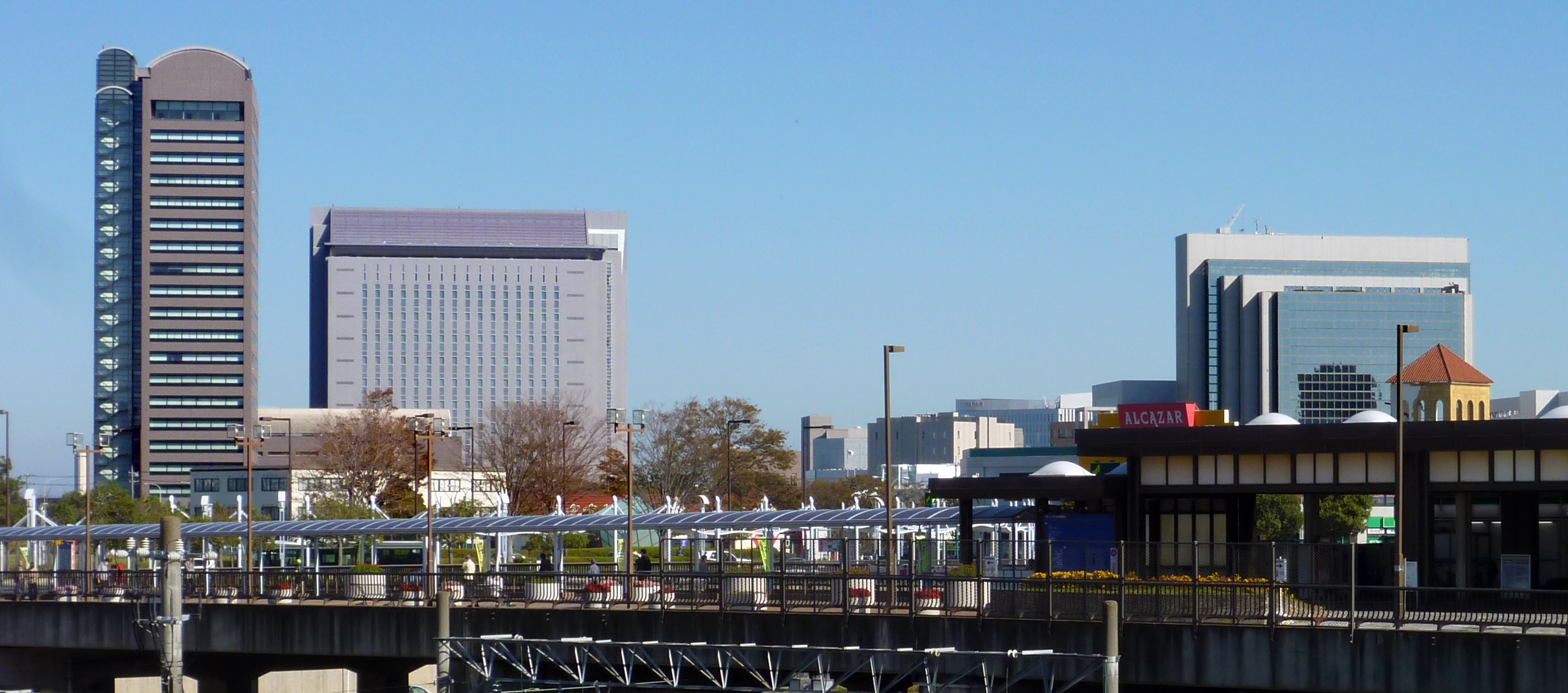
災害へのリスクヘッジとして金融機関などの拠点が増えている（千葉ニュータウン中央駅周辺）

昨今では、なだらかで安定した地層であることが利点となり、東京都の都心に近い地域では都市化が急速に進行している。また、関東平野の中で活断層が無く岩盤が強固とされることから宅地開発事業も盛んに行われている。
印旛地域でも千葉ニュータウンや成田ニュータウンのように、多くの団地や成田国際空港などが建設されるなど都市化が進んでいる。千葉ニュータウンでは災害へのリスクヘッジとして大企業や金融機関などの拠点が増えている。
果樹園や畑など作物に適しているため、印旛地域ではナシ・ブドウ・キウイフルーツ・クリ・スイカ・ラッカセイ・サトイモ・サツマイモなどが栽培されており、白井市のナシや富里市のスイカ・八街市のラッカセイなどは特に有名である。
八街市周辺では強風が吹くと乾燥した畑の赤土が砂ぼこりとして舞い上がり、下総の砂嵐は強い南西風が吹く春先の風物詩となっている。砂嵐を防ぐために造成された山武杉の防風林と落花ぼっち（ラッカセイを乾燥させるため畑の中に積み上げたもの）は、八街市周辺における特徴的な農村風景として文化庁の「農林水産業に関連する文化的景観」に挙げられている。